# Ségurant, le chevalier au dragon
Ne doit pas être confondu avec Yvain ou le Chevalier au lion.

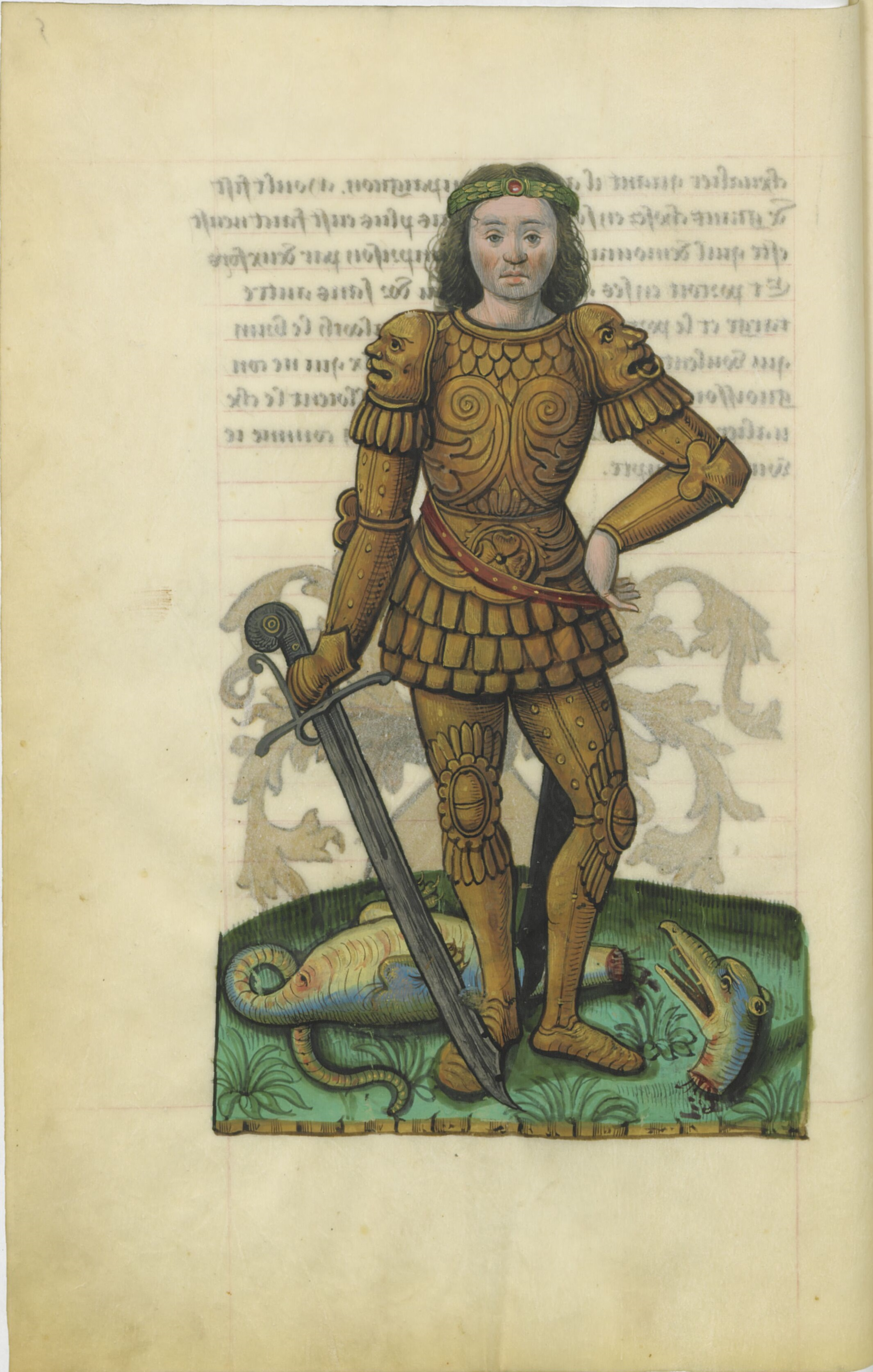
Ségurant et le dragon décapité, illustration d'un Armorial de la Table ronde de la fin du XVe siècle (Bibliothèque de l'Arsenal, ms. 4976, folio 5v).

Ségurant, le Chevalier au Dragon est un récit médiéval français en prose, contenu dans le manuscrit 5229 de la bibliothèque de l'Arsenal, qui pourrait préserver en partie un roman arthurien perdu de la fin du XIIIe siècle, mais aussi l'« ensemble narratif » des continuations et variantes qui en découlent. Longtemps négligé, ce texte a été mis en valeur au XXIe siècle par un archiviste paléographe, Emanuele Arioli, qui l'a édité et en partie traduit. Toutefois, l’hypothèse et la reconstruction avancées par Arioli font l’objet de vives réserves au sein de la communauté scientifique,,.

## Les aventures de Ségurant

### Arsenal 5229 («version cardinale»)
Dans le manuscrit de l'Arsenal 5229, Ségurant le Brun, fils d’Hector le Jeune, est né sur l’Île Non Sachant, île sauvage sur laquelle son grand-père, Galehaut le Brun, et le frère de celui-ci, Hector le Brun, avaient fait naufrage, alors qu’ils fuyaient Vertiger, l'usurpateur du trône de Logres.

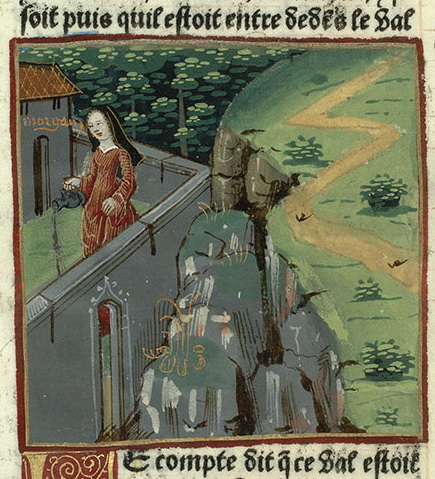
Miniature figurant Morgane répandant ses enchantements sur le Val sans Retour, extrait du Lancelot en prose, vers 1494, Bibliothèque Mazarine.

Le jeune Ségurant prouve d'abord sa valeur dans une chasse aux lions, puis après avoir été adoubé par son grand-père, quitte son île natale pour défier son oncle Galehaut sur lequel il l'emporte dans une joute. Sa renommée parvient à la cour du roi Arthur qui organise un tournoi en son honneur à Winchester où l'ensemble des chevaliers de la Table Ronde peuvent admirer ses exploits. Mais la fée Morgane, redoutant que le chevalier l'empêche de s'emparer du trône de Logres, fait apparaître au cours du tournoi un dragon — qui n'est autre que le diable lui-même — que le héros, abandonnant le tournoi, est contraint de pourchasser. Le tournoi est suspendu et les spectateurs attendent le retour du héros qui, après avoir traversé un mur de feu, s'est lancé dans une poursuite qui le conduit vers d’autres aventures qui font l'objet de différentes versions, dont l'une des plus tardives scelle l’histoire en imaginant la mort du dragon.
Par la suite, tout le monde attend le retour du héros jusqu'à ce qu'une envoyée de Morgane persuade Arthur que Ségurant n'était qu'un mirage dû à Morgane et à l’enchanteresse Sibylle ; quand la cour d'Arthur apprend que deux cents chevaliers de l'Île Non Sachant se mettent en quête du héros, une nouvelle envoyée de Morgane persuade les chevaliers de la Table Ronde que ce sont des magiciens et les dissuade ainsi de rejoindre cette quête. Ségurant est alors ramené au rang des êtres de légende et relégué dans le monde de l’illusion.
Même si on y retrouve l'univers de la légende du roi Arthur, le personnage diffère des autres héros arthuriens, par l'absence de la quête du Graal et son désintérêt pour les règles de l’amour courtois, ce qui fait de lui un héros profane et atypique,. Le roman se distingue également par une dimension comique qui annonce l'évolution ultérieure du genre vers la parodie dont l'aboutissement est Don Quichotte,.

### Dans lesProphéties de Merlin
En dehors de ce manuscrit unique, Ségurant apparaît aussi dans les autres versions des Prophéties de Merlin.

#### Prophéties sur Ségurant
Une dizaine de prophéties, qu'on trouve dans la trame partagée par les diverses versions des Prophéties de Merlin, font allusion au destin de Ségurant, qu'il sera enchanté au tournoi de Winchester, mais aussi qu'il deviendra roi dans le royaume oriental d'Abiron, par exemple. En plus des prophéties déjà éditées par Paton, dont il reprend le texte édité, Arioli édite trois prophéties de plus qui ne se trouvent que dans le manuscrit de Chantilly, l'édition Vérard de 1498 et l'Historia de Merlino italienne. Il appelle cet ensemble la « version complémentaire prophétique ».

#### Aventures de la version longue desProphéties de Merlin
Dans son édition de 1991, Anne Berthelot remarque que dans le manuscrit Bodmer 116, le plus complet en ce qui concerne la version longue des Prophéties de Merlin, quand l'histoire fait intervenir Ségurant le Brun c'est « sur un ton qui laisse entendre qu'on en a déjà beaucoup parlé, ce qui n'est pas le cas ». Sans que ce récit ne nous explique ce qui semble correspondre à la version de l'Arsenal, il débarque effectivement enchanté et à la poursuite d'un dragon, se rend à la Cité Fort où une reine essaie de l'empoisonner et, en y remportant un tournoi, permet à la princesse d'épouser le prétendant de son choix. Poursuivant toujours le dragon, il libère des prisonniers auprès d'un ermite, qui remarque qu'il est enchanté. Croisant la route de la Dame du Lac et de Golistan, qui cherche à se faire adouber, dans une auberge, il affronte l'aventure d'une tour gardée par des chevaliers de cuivre, animés par les machineries d'un clerc. Ségurant le voyant à travers une ouverture, il le tue d'une flèche et libère la demoiselle qu'il retenait, mais la défend des parents du clerc qui viennent assaillir la tour par la suite. Par la suite, Golistan attend Ségurant au pavillon de Winchester, il en vient à défendre des paysans contre des hommes qui voulaient s'emparer d'une demoiselle. Il retrouve Ségurant en prenant son repas chez le paysan, le reconnaissant, comme dans l'autre auberge, à son appétit démesuré. Il lui demande de l'adouber, mais après quelques jours, le dragon reparaît et Ségurant se lance à nouveau à sa suite. Golistan retourne donc attendre au pavillon, où il trouve des chevaliers de l'Île Non Sachant. Arioli donne à ces aventures qui semblent continuer l'histoire de la « version cardinale », le nom de « version complémentaire romanesque ».

### «Épisodes complémentaires»
Arioli désigne sous cette appellation deux épisodes liés qui semblent faire allusion à la « matière de Ségurant ».

#### Dans laQueste 12599
La version unique de la quête du Graal contenue dans le manuscrit français 12599 de la BnF contient un épisode isolé impliquant Ségurant, qui fait allusion à divers éléments de son histoire, notamment qu'il aurait été désenchanté quand Galaad s'est assis sur le Siège Périlleux au début de la Quête du Graal. Il se trouve avec Golistan qui lui demande d'être adoubé pour pouvoir se venger de Tristan, qui a tué son père, le Morholt, mais Ségurant temporise. Ils voient passer un chevalier traîné, attaché sur un âne et sanguinolent, après avoir été battu avec des courroies par des paysans. Ségurant et Golistan leur règlent violemment leur compte, en tuant trois, et le quatrième se rend. Il révèle à Golistan qu'il s'agit de Dinadan, qui a été pris en flagrant délit en train de violer sa fille, ils l'amenaient chez un seigneur pour qu'il soit jugé. Golistan le renvoie et lui dit qu'en cas de problème avec un chevalier qu'il demande plutôt de l'aide à un autre chevalier. Pour se rétablir, Dinadan séjourne avec eux dans le pavillon de Ségurant, qui ne le reconnaît pas jusqu'à ce que celui-ci se mette à se moquer de son appétit, affirmant qu'il ne trouverait pas de quoi l'assouvir même sur l'île blanche,. Damien de Carné remarque que c'est le nom de l'île où Joseph d'Arimathie accoste avec le Graal dans la Première continuation du Conte du Graal, et où sa communauté, en manque de nourriture est nourrie par le Graal. Nathalie Koble remarquait déjà en 2009 l'ironie qu'il y avait à imaginer Ségurant, à l'appétit insatiable, être rassasié par le Graal, le vase sacré qui a le pouvoir de faire apparaître la nourriture de son choix devant chacun.
Ils rencontrent ensuite un groupe de chevaliers où se trouvent Galaad, Lancelot, Tristan et Palamèdes. Golistan demande à nouveau à être adoubé pour pouvoir tuer Tristan, mais Ségurant l'ignore et désarçonne Palamèdes, puis Tristan et enfin Lancelot, mais il se refuse à attaquer Galaad. Lancelot veut lui courir après, mais Dinadan lui intime de n'en rien faire car la Dame du Lac lui avait ordonné de ne pas se battre contre Ségurant (ce qui correspond au manuscrit de l'Arsenal), il reconnaît alors qu'il s'agit du vainqueur du tournoi de Winchester. L'épisode se conclut quand Ségurant et Golistan embarquent un navire à Winchester pour retourner à l'Île Non Sachant, où un appel à la croisade du Pape a été inscrit sur le mur de l'église.
L'épisode a été édité par Lagomarsini en 2014, Arioli en 2019 et l'intégralité de la Queste 12599 par Damien de Carné en 2021.

#### Compilation(s) attribuées à Rusticien
Dans la première compilation arthurienne attribuée à Rusticien, une courte mention invoquant Branor le Brun précise qu'il est « oncles de mesire Siguranz le Brun, li Chevalier au Dragon, et cousin de mesire Ector le Brun ». Ségurant étant déjà mentionné avec son titre de chevalier au dragon, il semble que Rusticien ait connu le personnage, mais il ne s'étend pas plus sur son histoire.
Rusticien II, la compilation éditée par Lagomarsini en 2014 sous le titre Les Aventures des Bruns et qu'il attribue à Rusticien de Pise, fait intervenir Ségurant : le texte rappelle sa victoire au tournoi de Winchester sur la quintaine, et qu'il se serait mis en quête du dragon, non suite à un enchantement comme dans le manuscrit de l'Arsenal mais suite au « commandement » d'une demoiselle ; on y trouve également les épisodes 8 et 10 de la « version cardinale » où il va affronter son oncle Galehaut et, avant cela, une version alternative de l'épisode de la Queste 12599, avec quelques différences : le texte semble moins violent, Dinadan est saisi sur le point de violer la demoiselle, et non en flagrant délit ; il est transporté sur un roussin, non un âne, il est beaucoup moins sanguinolent et les paysans sont simplement assomés plutôt que tués. En outre, n'étant pas dans la quête du Graal, ils rencontrent Gauvain plutôt que Galaad. Plutôt que Golistan instruisant les paysans de s'en remettre aux chevaliers, Ségurant rit et affirme que Dinadan n'aurait jamais commis un tel crime.
Damien de Carné remarque que Dinadan accompagne ici Ségurant et séjourne avec lui chez les paysans, ce qui correspond davantage à son rôle de compagnon d'aventure, plutôt que d'être amené à Winchester où Ségurant et Golistan se trouvent par hasard.

### «Versions alternatives»
Des compilations plus tardives reprirent les deux épisodes de Rusticien II où Ségurant va se mesurer à son oncle Galehaut, les inscrivant dans des récits plus longs qui réécrivent l'histoire de Ségurant à partir des allusions contenues dans les extraits (poursuit un dragon, vainqueur du Pas Berthelais) ces récits deviennent relativement incompatibles avec la version cardinale, et entre elles, d'où leur qualification de « versions alternatives » par Arioli.

#### Version alternative du BnF 358
Ségurant va se mesurer à Bertoullars au château du Trépas et fait abolir la mauvaise coutume du lieu qui consistait en un combat à la hache. Remis de ses blessures, il rencontre un dragon en forêt et le poursuit jusqu'à la nuit tombée. Suit la séquence où il emporte la main contre son oncle Galehaut qui garde un pont. Un passage plus atypique suit, où il tombe amoureux de la très belle fille du duc de Normandie, alors qu'il n'est pas porté sur l'amour dans les versions précédentes. Enfin, il part combattre le chevalier gardant le pont du géant et prend sa place, y recevant la visite de son père, Hector le Brun (qu'il bat), et de son oncle, Branor le Brun, qui réussit, lui, à le renverser. Ils retournent ensuite au Val Brun pour rejoindre Galehaut, qui de son côté partira rejoindre Guiron pour d'autres aventures dans cette compilation. Cette version se trouve en entier uniquement dans la compilation du manuscrit français 358 de la BnF, exécutée pour Louis de Bruges aux alentours de 1470. Certains manuscrits plus anciens en préservent les épisodes de la fin, mais le début, où Ségurant pourchasse le dragon, se trouve uniquement dans le BnF 358.
Arioli rattache à la continuité de cette version un court fragment de Bologne, précédemment édité par Monica Longobardi, où Ségurant se trouve avec Branor, Hector et Galehaut. Apprenant qu'Uther Pendragon s'est emparé d'une de leurs forteresses, ils discutent la possibilité d'entrer en guerre pour la reprendre.

#### Version alternative de Londres-Turin
Cette version, rédigée pour Jacques d'Armagnac qui vécut entre 1433 et 1477 et contenue par un manuscrit de Londres et un de Turin (qui a été abîmé dans l'incendie de la bibliothèque de Turin en 1904), est peut-être celle qui s'éloigne le plus de la version cardinale. Ici, Ségurant, fils d'Hector le Brun est adoubé à vingt-et-un ans, une demoiselle arrivée peu après l'informe qu'on a vu un dragon dans une forêt non loin et qu'il a dévoré une connaissance de son père. Partant en secret, Ségurant décide de l'affronter et s'y rend. Le lendemain, un autre chevalier affronte la bête et en meurt. Le troisième jour, Ségurant rencontre seulement un vieux religieux en chemin, les autres ayant fui. Le quatrième jour, il voit un écuyer se faire dévorer par le dragon, qui pousse un cri si effrayant que la monture de Ségurant en meurt. Après une lutte acharnée, il parvient à lui trancher les pattes, la queue, puis lui planter sa lance dans la gueule, le tuant. Il envoie la nouvelle de sa victoire à son père et fait peindre un dragon sur son écu. Il sera désormais appelé le chevalier au dragon. Contrairement à la version cardinale, il ne s'agit pas d'un démon immortel à l'apparence illusoire de dragon mais, semble-t-il, d'une bête en chair et en os. Il combat ensuite géants et guerriers au Pas Berthelais avant d'aller affronter son oncle Galehaut, dans la séquence typique de Rusticien II. Cette version se conclut, dans l'édition d'Arioli, par Ségurant et Galehaut affrontant les géants de la Noire Forêt, qui ont tué des gens de leurs familles. Ils parviennent à délivrer des captifs et s'emparer de leurs trésors et reviennent au Royaume Sauvage. Cependant, quelques mois après, Galehaut reçoit une lettre de Guiron et le rejoint sans avertir Ségurant, qui tombe malade de son absence.

### Autres apparitions de Ségurant
Le personnage de Ségurant se retrouve aussi en dehors des textes qui composent l'édition d'Arioli en 2019, avec quelques variantes, il tend notamment à devenir un chevalier des générations qui précèdent Arthur.

#### Livre d'Yvain
Cette compilation en prose, de la fin du XIIIe ou le début du XIVe, contenue par un unique manuscrit (ms. Aberystwyth, National Library of Wales, 444D), est nommée d'après le récit qui l'ouvre, seule mise en prose (partielle) connue de Yvain, ou le chevalier au lion, de Chrétien de Troyes. Elle enchaîne sept séries d'aventures disparates, adaptées ou copiées d'autres œuvres. La cinquième, sur le Chevalier à la Cotte Mal Taillée, fait intervenir un débat : la Table Ronde valait-elle mieux du temps d'Uther ou d'Arthur ? Pour accréditer que c'était plutôt au temps d'Uther on mentionne Ségurant qui s'est mis sur la quintaine et a essuyé les assauts de tous les chevaliers, même Lancelot, quoiqu'il s'y fut repris par trois fois. On reconnaît l'exploit de la quintaine dans le manuscrit de l'Arsenal, mais on situe ici le tournoi à la Roche aux Sesnes (Roche aux Saxons) et non à Winchester, et dans l'Arsenal, Lancelot ne peut lui casser qu'une lance dessus, par ordre de la Dame du Lac. Arioli a également édité le Livre d'Yvain en 2019.

#### Manuscrit Vatican Reg. Lat. 1501
Ce qui reste de ce florilège guironien de la fin du XIIIe ou du début du XIVe siècle, s'ouvre sur un tournoi où intervient Ségurant, qui renverse Galehaut le Brun alors que Guiron renverse Uther Pendragon. Il se peut que Ségurant représente le meilleur de la nouvelle génération tandis que Guiron serait celui de l'ancienne. Le texte est fragmentaire et la tradition semble confuse, Golistan, d'ordinaire compagnon et écuyer de Ségurant, se retrouve dans le camp adverse tandis que c'est Galehaut qui porte un dragon sur ses armes.

#### Tavola Ritonda
Dans la Tavola Ritonda, roman italien du XIVe siècle, Ségurant est un chevalier du temps d'Uther qui vient affronter Tristan, âgé de 170 ans. Le nom de cavaliere Agragone, dont il est affublé est probablement une déformation de Cavaliere a Dragone, Chevalier au Dragon.

#### Vendetta des descendants d'Hector
Texte du XVe siècle, la Vendetta dei Discendetti di Ettore raconte l'histoire des chevaliers de la Table Ronde, descendants de Troyens à travers Brutus, qui vont se venger des Grecs. Dans les douze chevaliers les plus proéminents on trouve un Sichurans lo Forte, qui serait d'après Arioli une reprise de Ségurant, même s'il ne garde pas de traits qui lui soient propres.

#### Le Morte D'Arthurde Thomas Malory
Le Morte D'Arthur (fin XVe) fait intervenir un certain Severause le Brewse, qui aurait souvent affronté des hommes, des géants, des dragons et d'autres bêtes sauvages, et à qui la Dame du Lac aurait fait promettre de ne pas affronter Lancelot, autant d'éléments suivant lesquels Arioli l'identifie clairement à un écho de Ségurant le Brun, sans toutefois préciser que ce lien avait déjà été mentionné par Sue Ellen Holbrook dès 1978, dans un article plusieurs fois réédité depuis.

#### Œuvres italiennes du XVIe siècle
Ségurant est un personnage de Girone il Cortese (1548), adaptation du cycle de Guiron en italien par Luigi Alamanni, ainsi que dans son Avarchide, où les chevaliers de la Table Ronde rejouent la guerre de Troie. Ségurant joue le rôle d'Hector et Lancelot celui d'Achille. Erasmo di Valvasone l'inclut dans ses Quattro primi canti del Lancilotto (1580), où Ségurant (Segurano) le Brun, Ségurade le Blanc et Galehodin sont trois neveux de Galehaut le Brun envoyés secourir Lancelot.

#### Œuvres espagnoles du XVIe siècle
Plusieurs imprimés en langue espagnole impliquent quelques apparitions de Ségurant, comme le Tristan de Leonis (1501) et Amadís de Gaula (1508).

## Le personnage de Ségurant

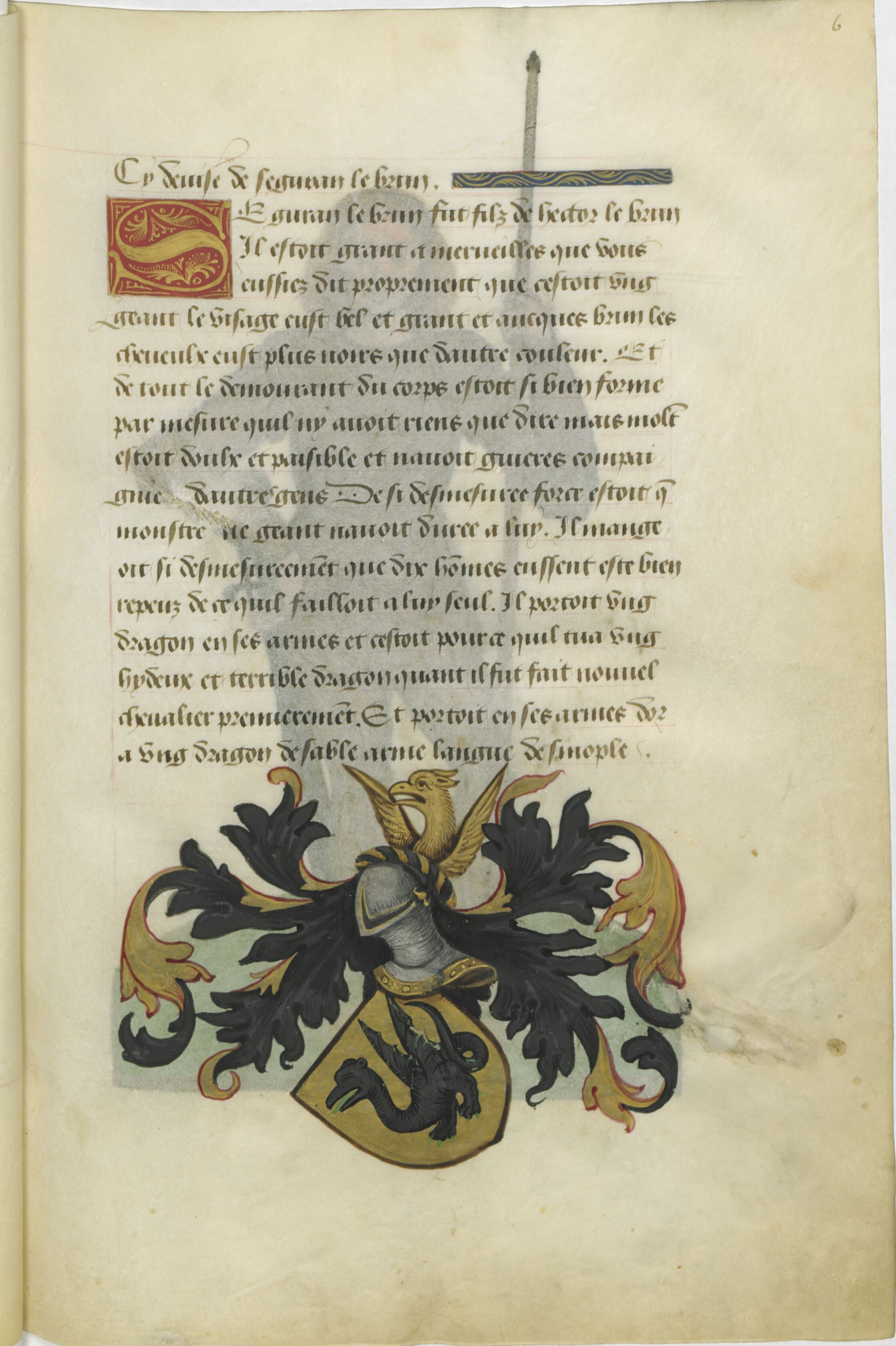
Armorial de la Table ronde : Bibliothèque de l'Arsenal, ms. 4976, folio 6r. Une courte biographie du héros et ses armoiries.

Le personnage de Ségurant est mentionné à la fin du Moyen Âge dans les Armoriaux de la Table Ronde, qui recensent les chevaliers de la cour du roi Arthur « au temps qu'il jurèrent la queste du sainct graal le Jour de la penthecoste » précise le folio 2 du Ms. 4976 conservé à la Bibliothèque de l'Arsenal. Ainsi, dans le folio 6r de cet Armorial, « Ségurant le Brun, fils d’Hector le Brun » est décrit comme très grand, presque un géant. Ses cheveux étaient d’un brun tirant sur le noir. Le visage avenant, le corps bien proportionné. De tempérament doux et paisible, il était plutôt solitaire. Sa force était démesurée, et son appétit insatiable. Toujours d'après ce folio 6r de l'Armorial, il a tué un dragon « hydeux et terrible » peu avant d’être adoubé, et ses armes portent un dragon de sable (noir) avec une langue de sinople (vert), sur champ d’or.
Le roman de Ségurant reprend de nombreux lieux et personnages des légendes arthuriennes, s'inspirant particulièrement des romans médiévaux Lancelot en prose et Tristan en prose.
Son nom peut être rapproché du latin securus, « protégé, sûr », mais aussi de noms à connotations germaniques et nordiques comme Sigurd et Siegfried, deux chasseurs de dragons, avec lesquels, d'après Emanuele Arioli, Ségurant aurait un lien.

## Ségurant dans les études arthuriennes

### Un personnage des Prophéties de Merlin…
Probablement rédigé dans les années 1270, le roman français médiéval intitulé les Prophéties de Merlin émane d'une tradition manuscrite complexe, centrée, comme son nom l'indique, sur les prophéties récitées par Merlin et collectées par ses scribes, agrémentées de quelques aventures et dialogues, avant qu'il ne soit enfermé dans sa tombe par la Dame du Lac, ce qui n'empêche pas la collecte de ses prophéties. Méliadus, l'amant de la Dame du Lac, continuant à les collecter auprès de sa tombe, et Perceval à en trouver gravées dans des rochers, ou à collecter des récits écrits sur l'enfance de Merlin. Une version courte se centre sur ce « recueil prophétique » (Koble), cette « intrigue prophétique » (Arioli). Une autre branche de manuscrits contient une « version longue » qui entremêle cette trame à diverses aventures davantage typiques des romans arthuriens : une guerre contre les Saxons, les aventures d'Alexandre l'Orphelin, les manigances de Morgane, quelques aventures de Ségurant qui y apparaît enchanté et à la poursuite d'un dragon… Une troisième branche est représentée par le seul manuscrit de l'Arsenal, ne contient, à une exception près, aucune de ces aventures, mais insère à la place des épisodes uniques, notamment sur la jeunesse de Ségurant — ce sont les trente-neuf épisodes de la « version cardinale » identifiée par Arioli. Une quatrième branche de manuscrits se concentre sur les prophéties, comme la version courte, mais dans le désordre. À cela on peut rajouter l'édition imprimée par Vérard en 1498, proche de cette dernière branche et qui contient d'autres matériaux inédits, ainsi que des traductions italiennes plus tardives,,.
L'édition des Prophéties de Merlin par Lucy Allen Paton, publiée en 1926 et 1927, se concentre sur les prophéties mais elle inclut des résumés des épisodes de la version longue (dont ceux sur Ségurant) et des épisodes uniques du manuscrit 5229 de l'Arsenal.
Paton, et Brugger après elle, ont d'abord pensé que le roman aurait d'abord été composé de son tronc commun, à savoir la trame autour de Merlin et ses prophéties, avant qu'on n'y insère par la suite les aventures de la version longue et celles de Ségurant dans le manuscrit de l'Arsenal, mais les deux ont dû conclure que cela n'expliquait pas tout. D'abord, des textes datant de la fin du XIIIe siècle (BnF 12599, la « deuxième compilation » attribuée à Rusticien de Pise et les autres versions des Prophéties de Merlin) contiennent également des allusions précises à son histoire, donc la matière de Ségurant doit dater de la même époque et, même dans la version courte, des prophéties font allusion à Ségurant. Paton a également identifié, un épisode abrégé sur Ségurant, propre à la version courte du manuscrit de Berne, intitulé fragment de Berne-Bruxelles par Arioli. Ainsi, ils concluaient que certaines des aventures de Ségurant dans le manuscrit de l'Arsenal devaient faire partie de la forme originelle des Prophéties de Merlin, même si le manuscrit date du XVe siècle.
La quête du Graal particulière du manuscrit français 12599 de la BnF, dont un épisode implique Ségurant et fait des allusions précises à son histoire (enchanté avant d'être guéri lors de la Pentecôte du Graal, a remporté le tournoi de Winchester), aurait ainsi été influencé par cette version des Prophéties de Merlin ou une version intermédiaire. Paton connecte déjà le manuscrit de l'Arsenal aux versions du BnF 358, du 12599 et du manuscrit de Turin, comme le fera aussi Ernst Brugger dans une série d'articles qui amendent et reprennent ses théories, entre 1936 et 1939,,,,,.

En 2009, Nathalie Koble discute le statut particulier du manuscrit de l'Arsenal dans un ouvrage sur les Prophéties de Merlin, et y consacre un article, intitulé « Un nouveau Ségurant Le Brun en prose ? » qui en détaille le contenu. Si elle semble pencher pour l'hypothèse d'une compilation tardive (XVe siècle), décrite comme un « roman monté de toutes pièces » elle n'écarte cependant pas qu'il puisse préserver des fragments anciens :
En examinant la structure de ce manuscrit, le lecteur ne peut donc s’empêcher de soupçonner qu’il est en présence d’un montage tardif intégralement constitué de fragments antérieurs dont ce manuscrit seul garderait la trace, ou bien que le compilateur s’est tout ou partie transformé en vrai romancier.
Une note de rédaction de la revue Romania précise que Nathalie Koble a amendé son opinion sur le sujet, s'accordant à l'hypothèse d'Arioli, qu'elle avait introduit aux études arthuriennes. « Même, c’est elle qui avait orienté le travail en cette direction lorsqu’elle avait mieux vu où menait la lecture du ms. de l’Arsenal. »

### …Et de l'univers «guironien»
Comme de nombreux personnages de la table ronde, le personnage de Ségurant se retrouve dans de nombreux manuscrits et œuvres, et plusieurs théories ont donc été proposées au fil du temps pour les relier. Déjà en 1891, Eilert Löseth remarquait que des « récits sur les Bruns », c'est-à-dire Ségurant le Brun et le reste de sa famille, « se trouvent dans [le manuscrit BnF fr.] 358, dans les compilations de Rusticien et de [BnF fr.] 12599, ainsi que dans les Prophéties de Merlin », donc une large part des manuscrits connectés plus récemment par Emanuele Arioli. Löseth attribue ces récits à une source perdue sur leurs aventures, une « Geste des Bruns ».
Pour Roger Lathuillère, spécialiste de Guiron le Courtois, c'était là une hypothèse gratuite. Certes la famille des Bruns semble apparaître dans la tradition de Guiron le Courtois, mais les manuscrits « guironiens » démultiplient tant les variantes d'aventures et les versions particulières difficiles à dater, qu'il n'y avait pas besoin de postuler une source séparée. Guiron le Courtois étant mentionné dès 1240 (sous une forme incertaine), cela laissait plusieurs décennies pour que ce foisonnement invente la matière de Ségurant, au sein d'autres histoires, et la transmette ensuite aux Prophéties de Merlin dans les années 1270. Au sein des études arthuriennes, il sera donc courant d'affirmer ou de laisser entendre que Ségurant est un personnage d'origine « guironienne », comme Lucy Allen Paton en 1927, Edmund Garner en 1928 ; Ernst Brugger en 1938 et 1939 ; Fanni Bogdanow en 1967 ; Nathalie Koble en 2009 ; Claudio Lagomarsini en 2014 et Damien de Carné en 2018.
Des études récentes plus poussées sur Guiron le Courtois, notamment celles du « groupe Guiron », ont permis de clarifier certaines de ces relations, notamment avec les compilations attribuées à Rusticien de Pise. Celui-ci serait l'auteur d'un Roman du roi Artus, compilation qui puise surtout dans le Lancelot en prose et le Tristan en prose, avec quelques passages originaux. Celle-ci est accompagnée dans certains manuscrits d'une autre compilation, qui puise principalement du côté de Guiron le Courtois, et qui se présente sous différentes formes. Claudio Lagomarsini l'a éditée en 2014 sous le titre Les Aventures des Bruns (de par la place qu'y prend la famille des Bruns, dont Ségurant), et l'a également attribuée à Rusticien de Pise, d'où l'appellation Seconde compilation de Rusticien ou Rusticien II.
Deux épisodes du manuscrit de l'Arsenal, où Ségurant affronte son oncle Galehaut le Brun, se trouvent également au cœur de Rusticien II, et y forment un « long épisode central, dont la source reste inconnue », et dont Lagomarsini attribuait donc l'invention à Rusticien, à partir de similarités stylistiques notamment. À partir de ces épisodes, deux variantes de la compilation, préservées en entier seulement dans des manuscrits du XVe   ou   XVIe siècle (BnF 358 et apparentés d'une part, et dans la version de Londres-Turin d'autre part), vont développer de nouveaux récits impliquant Ségurant — les « versions alternatives » dans la terminologie d'Arioli. Lagomarsini considère donc que le manuscrit de l'Arsenal, à l'instar de 358 et de Londres-Turin, ne serait qu'une compilation tardive reprenant ces épisodes dans Rusticien II et l'insérant dans les Prophéties de Merlin avec des « matériaux originaux ».

### Théories d'Emanuele Arioli
En 2009, Koble remarquait déjà que « Ségurant le Brun n’apparaît que dans la deuxième partie de Guiron le Courtois, dans des versions particulières tardives », et si ces versions sont des innovations tardives, on soupçonne qu'elles ne peuvent pas être l'origine du personnage.  Emanuele Arioli considère donc que l'influence va dans l'autre sens. D'une part, en identifiant un colophon de Louis de France, il peut reculer la date probable du manuscrit de l'Arsenal à l'intervalle 1390-1401. D'autre part, il rappelle toutes les allusions cohérentes à la « matière de Ségurant » datant du XIIIe siècle. Selon lui, la « version cardinale » du manuscrit de l'Arsenal est le seul candidat crédible pour être la source des autres.
Après avoir isolé les épisodes liés à Ségurant dans un manuscrit tardif et bien connu des Prophéties de Merlin, conservé à la Bibliothèque de l'Arsenal, Emanuele Arioli a suggéré qu'ils faisaient bien partie de la version originelle des Prophéties de Merlin, qu'il intitule « Ur-Prophéties ». Là où Paton pensait que des épisodes du manuscrit de l'Arsenal en faisaient partie, mais qu'il était impossible de savoir avec précision la composition de l'œuvre originale, Arioli propose quant à lui une reconstitution des Ur-Prophéties. Il considère qui plus est que cette œuvre aurait elle-même réutilisé des portions d’un roman antérieur, dont viendraient donc les épisodes uniques du manuscrit de l’Arsenal qui serait le seul à en conserver l'essentiel, en dehors d'un épisode se trouvant dans certaines autres versions des Prophéties de Merlin et de deux épisodes qui se trouvent aussi dans Rusticien II,.
Selon Arioli, la version la plus ancienne connue de ce roman, rédigée en français, aurait été produite en Italie entre 1240 et 1273. Toutefois, le seul manuscrit complet de ce texte date de la fin du XIVe ou du début du XVe siècle, et a été réalisé en France. D'autres manuscrits — ainsi que plusieurs continuations ou réécritures de l’histoire — sont datés entre la fin du XIIIe et la fin du XVe siècle, et proviennent de diverses régions de France, d’Italie et de Flandre ; certains exemplaires sont richement illustrés. Cela semble indiquer que l'histoire de Ségurant a joui d’une certaine popularité au cours de cette période.

### Critiques
La communauté scientifique a reconnu le bien-fondé d'une part des reconstructions d'Arioli, tout en critiquant largement d'autres pans, ou des problèmes non abordés,,. Ses détracteurs lui reprochent notamment de présenter comme des « découvertes » des manuscrits et des textes déjà bien connus, et de proposer une datation hasardeuse au XIIIe siècle pour des épisodes uniquement attestés dans le manuscrit de l’Arsenal, datable de la fin du XIVe ou du début du XVe siècle. En outre, certaines des preuves avancées pour étayer cette reconstruction se sont révélées erronées, voire falsifiées.
Dans leurs recensions des travaux d'Arioli, Damien de Carné remarque ainsi que « le silence de l’éditeur masque un certain nombre de dysfonctionnements » et Christine Ferlampin-Acher que devant l'« hypothèse risquée » qu'il y a à traiter la matière de Ségurant comme un roman original du XIIIe siècle « la prudence s’impose, une matière ne coïncidant pas nécessairement au Moyen Âge avec une œuvre ». Maria Colombo Timelli soulignait pour sa part : « Un «roman de Ségurant», disons-le tout de suite, n’existe pas (ou plus), le texte reconstruit par E. Arioli consistant de fait en une collection d’épisodes conservés dans des manuscrits relevant de la tradition arthurienne: Prophéties de Merlin, Guiron le Courtois, Compilation de Rusticien de Pise pour la plupart. »

## Adaptations en bande dessinée et en livre illustré
Après avoir traduit une partie de ces textes en français moderne (aux éditions des Belles Lettres), Emanuele Arioli l'a adapté en bande dessinée avec le dessinateur Emiliano Tanzillo aux éditions Dargaud. Il a réalisé également un livre illustré pour enfants au Seuil Jeunesse.

### Traduction
- Ségurant, le Chevalier au Dragon (trad. Emanuele Arioli), Paris, Les Belles Lettres, 2023, 263 p. (ISBN 978-2-251-45453-5, OCLC 1405825214, BNF 47400813, SUDOC 272723010, présentation en ligne).

### Texte en ancien français

#### Version cardinale (ms. Arsenal)
- Emanuele Arioli, Ségurant ou Le chevalier au dragon, t. I : Version cardinale, Honoré Champion, coll. « Classiques français du Moyen Âge », 2019, 404 p. (ISBN 978-2-7453-5053-4).

#### Textes hors du manuscrit de l'Arsenal
- Emanuele Arioli, Ségurant ou le chevalier au dragon, t. II : Versions complémentaires et alternatives, Honoré Champion, coll. « Classiques français du Moyen Âge », 2019, 289 p. (ISBN 978-2-7453-5055-8).
- Damien de Carné, La queste 12599: quête tristanienne insérée dans le Ms BnF fr. 12599, Paris, Honoré Champion, 2021, 598 p. (ISBN 978-2-7453-5433-4)
- (it) Claudio Lagomarsini (éd.) et Rusticien de Pise, Les Aventures des Bruns, Florence, Edizioni del Galluzzo per la Fondazione Ezio Franceschini, 2014, 620 p. (ISBN 978-88-8450-572-9)
- (en) Lucy Allen Paton, Les prophecies de Merlin, edited from MS. 593 in the Bibliothèque municipale of Rennes by Lucy Allen Paton. Part one: Introduction and text, New York/Oxford, Heath and Company/University Press for the Modern Language Association of America, 1926, 550 p. (lire en ligne)

### Recherche

#### Ouvrages
- Emanuele Arioli, Ségurant ou le Chevalier au dragon : étude d’un roman arthurien retrouvé (XIIIe – XVe siècles), Paris, Honoré Champion, coll. « Nouvelle Bibliothèque du Moyen Âge » (no 126), 2019, 538 p. (ISBN 978-2-7453-5137-1, lire en ligne).
- Emanuele Arioli, Ségurant ou le Chevalier au Dragon : Roman arthurien inédit (XIIIe – XVe siècles), Paris, Académie des inscriptions et belles-lettres, coll. « Histoire litteraire de la France » (no 45), 2016, 194 p. (ISBN 978-2-87754-337-8).
- Nathalie Koble, Les prophéties de Merlin en prose : Le roman arthurien en éclats, Honoré Champion, coll. « Nouvelle bibliothèque du Moyen Âge » (no 92), 2009, 590 p. (ISBN 978-2-7453-1829-9).
- (en) Lucy Allen Paton, Les prophecies de Merlin, edited from MS. 593 in the Bibliothèque municipale of Rennes by Lucy Allen Paton. Part one: Introduction and text, New York/Oxford, Heath and Company/University Press for the Modern Language Association of America, 1926, 550 p. (lire en ligne)
- (en) Lucy Allen Paton, Les prophecies de Merlin, edited from MS. 593 in the Bibliothèque municipale of Rennes by Lucy Allen Paton. Part two: Studies in the contents, New York/Oxford, Heath and Company/University Press for the Modern Language Association of America, 1927, 405 p. (lire en ligne)

#### Articles
- Emanuele Arioli, « Comment recréer un roman qui n’existe plus ? : Le cas de Ségurant ou le Chevalier au Dragon », dans Florian Besson, Julie Pilorget et Viviane Griveau-Genest (dirs.), Créateurs, créations, créatures au Moyen Âge, Paris, Sorbonne Université Presses, 2019 (ISBN 979-10-231-0652-7), p. 285-293.
- Emanuele Arioli, « Un héros aux mille visages : Ségurant le Brun, Sicurano lo Bruno, Segurades el Brun, Severause le Brewse… », dans Christine Ferlampin-Acher, Arthur en Europe à la fin du Moyen Âge : Approches comparées (1270-1530), Paris, Garnier, 2020 (ISBN 978-2-406-09871-3), p. 71-87.
- (en) Emanuele Arioli, « A Medieval Robinsonade : Ségurant or the Knight of the Dragon », dans Emmanuele Peraldo, 300 Years of Robinsonades, Cambridge Scholars Publishing, 2020 (ISBN 978-1-5275-4724-7), p. 31-41.
- Damien de Carné, [compte-rendu] « Ségurant ou le Chevalier au Dragon, éd. critique par Emanuele Arioli, t. 1. Version cardinale, t. 2, Versions complémentaires et alternatives, 2019 ; Emanuele Arioli, Ségurant ou le Chevalier au Dragon (xiiie -xve siècles), 2019 », Cahiers de recherches médiévales et humanistes [En ligne], Recensions par année de publication, mis en ligne le 24 octobre 2022, consulté le 19 mai 2025. DOI : https://doi.org/10.4000/crm.18118 (lire en ligne)
- Christine Ferlampin-Acher, « Réflexions Arthuriennes: En Lisant Les Travaux D'E. Arioli Sur "Ségurant" », Romania, vol.  139, nos  553/554 (1/2), 2021, p.  193-215. (ISSN 0035-8029, lire en ligne archive, consulté le 20 mai 2025)
- Nathalie Koble, « Un nouveau Ségurant Le Brun en prose ? : Le Manuscrit de Paris, Arsenal, Ms 5229, un roman arthurien monté de toutes pièces », dans Danielle Bohler (dir.), Le Romanesque aux XIVe et XVe siècles, Presses Universitaires de Bordeaux, coll. « Eidôlon », 2009 (ISBN 979-10-300-0527-1), p. 69–94.
- Claudio Lagomarsini, « Perspectives anciennes et nouvelles sur les compilations de Rusticien de Pise et le ‘Roman de Segurant’ », Romania, vol. 136, no. 543/544 (3/4), 2018, p. 383–403. (Lire en ligne)

#### Adaptations
- Emanuele Arioli (Scénario) et Emiliano Tanzillo (Dessin) (Bande dessinée), Le chevalier au dragon, Dargaud, 2023, 104 p. (ISBN 978-2-505-12016-2, présentation en ligne).
- Emanuele Arioli (ill. Tanzillo et Alekos), Ségurant, le chevalier au dragon, Seuil jeunesse, 2023, 72 p. (ISBN 979-10-235-1877-1).

### Documentaire
- [vidéo][Documentaire] « Le Chevalier au Dragon : le roman disparu de la Table Ronde », Marie Thiry (réalisation) sur Arte, 2022, 90 ', ZED pour ARTE et Histoire TV (consulté le 19 novembre 2023).